# Nintedanib
Le nintedanib est un médicament utilisé dans la fibrose pulmonaire idiopathique et certains cancers du poumon. Il est vendu sous les noms de marque Ofev et Vargatef.

## Mode d'action
Il s'agit d'un inhibiteur de la tyrosine-kinase qui bloque le facteur de croissance de l'endothélium vasculaire , le facteur de croissance des fibroblastes  et le facteur de croissance dérivé des plaquettes .

## Usage médical
Est un médicament utilisé pour traiter la fibrose pulmonaire idiopathique et un type de cancer du poumon non à petites cellules ,. Il est spécifiquement utilisé pour le cancer non à petites cellules dans les formes avancé. Il est pris par voie orale.

## Effets secondaires
Les effets secondaires courants sont les douleurs abdominales, les vomissements, l'inflammation du foie, les maux de tête ou la diarrhée. D'autres effets secondaires peuvent être des caillots sanguins, des hémorragies, des anévrismes ou des perforations gastro-intestinales ,. L'utilisation pendant la grossesse peut nuire au fœtus.

## Histoire
Le nintedanib a été approuvé pour un usage médical aux États-Unis et en Europe en 2014,. Au Royaume-Uni, il en coûte au NHS environ 2 200 livre sterling par mois à partir de 2021. Ce montant aux États-Unis est d'environ 12 000 USD par mois.